# Zankoku na kami ga shihai suru
Zankoku na kami ga shihai suru (残酷な神が支配する) est un shōjo manga écrit et dessiné par Moto Hagio. Il suit l'histoire d'un adolescent nommé Jeremy, dont les sévices sexuels et corporels qu'il subit aux mains de son beau-père le pousse au meurtre de ce dernier, s'ensuit alors la longue reconstruction psychologique du jeune garçon.
Le manga est pré-publié dans le magazine Petit Flower entre 1993 et 2001 et est compilé sous la forme de 17 volumes reliés, ce qui en fait la plus longue œuvre de l'autrice. Il est récompensé en 1997 par le prix de l'excellence du prix culturel Osamu Tezuka.

## Synopsis
Jeremy est un adolescent d'une quinzaine d'années qui vit seul avec sa mère, Sandra, dans la ville de Boston des États-Unis. Sandra est une femme psychologiquement fragile qui a déjà fait plusieurs tentatives de suicide, alors Jeremy se sent responsable pour son bonheur. Un jour elle rencontre Greg, un homme d'affaires veuf originaire de la campagne à proximité de Londres alors en voyage d'affaire. Greg et Sandra tombent rapidement amoureux et décident de se marier. Sandra et Jeremy emménagent chez Greg, où ils rencontrent ses deux enfants, Ian et Matt, qui deviennent ainsi les beaux-frères de Jeremy.
Alors que Greg se montre affectueux auprès de Sandra, la réalité est que tous les week-ends il viole et parfois bat Jeremy. L'adolescent se sent prisonnier et se sent coupable de "tromper" sa mère tout en étant effrayé que Sandra ne l'apprenne et puisse éventuellement tenter de se suicider une nouvelle fois. Alors que le jeune garçon sombre de plus en plus, il sabote la voiture de Greg pour le tuer. Non-seulement il parvient ainsi à tuer Greg, mais il tue aussi Sandra qui se trouvait elle aussi dans la voiture.
Libéré de son tortionnaire mais dévasté, Jeremy retourne à Boston où il sombre rapidement dans la drogue et la prostitution. Son beau-frère Ian est lui persuadé que Jeremy est responsable de la mort de son père et mène une enquête. Il découvre finalement la situation entre Greg et Jeremy, mais aussi que Sandra était parfaitement au courant de la situation et n'a jamais tenté d'aider son fils, et que l'ensemble de la maison, des serviteurs à Matt, étaient plus ou moins au courant de la situation.
Horrifié d'avoir découvert la vérité sur son père, sa famille, mais aussi de sa propre insouciance, Ian décide d'aider Jeremy à récupérer de son traumatisme. La relation entre Jeremy et Ian est difficile et ambiguë du fait que Jeremy provoque et tente de séduire régulièrement Ian quand ce dernier se sent coupable des actes commis par son père et a peur de devenir comme lui. Mais petit à petit cette relation parvient à panser les plaies de Jeremy.

## Conception et publication

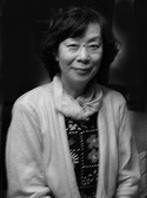
Photographie de Moto Hagio en 2008.

Le titre du manga fait référence à celui de l'essai The Savage God: A Study of Suicide par Al Alvarez. Perçu comme une réécriture adulte d'un précédent manga de l'autrice, Le Cœur de Thomas, il partage avec lui un scénario centré sur la reconstruction mentale du personnage après un traumatisme au travers d'une relation intime avec un autre garçon. Hagio affirme notamment avoir eu des difficultés à différencier les personnages entre les deux titres.
Zankoku est pré-publié dans le magazine Petit Flower, de juillet 1992 à juillet 2001 pour un total de plus de 3000 pages. La maison d'édition Shōgakukan publie le manga sous format tankōbon en 17 volumes sous le label PF Comics (PFコミックス) entre avril 1993 et septembre 2001.
Une fois la publication du manga terminée, Moto Hagio décide de prendre une année de pause avant de dessiner un nouveau manga.

## Réception
En 1997 le manga est récompensé par le prix de l'excellence du prix culturel Osamu Tezuka.